# Lleis bàsiques d'Israel
Les lleis bàsiques funcionen com a constitució a l'estat d'Israel, ja que aquest estat no en té.
La declaració d'independència incloïa una clàusula que especificava que s'havia de redactar una constitució abans de l'1 d'octubre de 1948, però les diferències d'opinió entre els religiosos i els laics eren massa grans i el text no es va elaborar mai. El llavors primer ministre Ben Gurion no va donar suport a la comissió constitucional, dient que Israel havia d'esperar que la majoria de jueus del món arribés al nou estat per començar a fer la constitució. Alguns historiadors, però, consideren que Ben Gurion simplement va optar per posposar una qüestió tan polèmica que hauria posat en perill el seu càrrec.
Molts religiosos jueus de l'època s'oposaven a la idea d'una constitució, perquè el govern la consideraria nominalment "superior" en autoritat als textos religiosos com ara la Torà, la Tanakh o el Talmud. De fet, fins ben entrats els anys noranta, el líder de Shas Aryeh Deri declarava que fins i tot si li presentaven els Deu Manaments com a esborrany de constitució, ell es negaria a signar-los.
El 1949, la primera Kenésset va prendre el que es coneix com a Decisió Harari. En lloc de redactar una constitució immediatament, posposaven la feina, i van encarregar a la comissió constitucional que l'elaborés per parts. Cada capítol s'anomenaria "Llei bàsica", i quan estiguessin tots escrits, es compilarien en una constitució completa.
Així, Israel té una constitució "no escrita", formada per aquestes Lleis bàsiques. Entre 1958 i 1988, la Kenésset aprovà nou Lleis bàsiques, totes relacionades amb les institucions de l'estat. El 1992 s'aprovaren les relatives als drets bàsics; tot i que són una declaració de drets incompleta, són la base de les noves atribucions de la Cort Suprema com a cort d'apel·lació. Aquestes dues lleis són la Llei bàsica de dignitat humana i llibertat i la Llei bàsica de llibertat d'ocupació. Van ser aprovades per 32 vots a 21 i 23 a 0 respectivament.
Els darrers anys, la comissió constitucional ha reprès les tasques de redacció d'una constitució completa. En va diferents esborranys i els presentà a la Kenésset el 13 de febrer de 2006, en un intent de posar fi a la Decisió Harari i a l'era de Lleis bàsiques. Els líders dels tres partits israelians més grans (Ehud Olmert de Kadima, Amir Peretz del Partit Laborista i Benjamin Netanyahu del Likkud) van donar suport a la iniciativa i van apel·lar la 17a Kenésset que llegissin en ple un dels esborranys de constitució.

## Llista de Lleis bàsiques d'Israel
- La Kenésset (1958)
- Terres d'Israel (1960)
- El president (1964)
- El govern (1968, revisada el 1992 i el 2001)
- L'economia nacional (1975)
- L'exèrcit (1975)
- Jerusalem, capital d'Israel (1980)
- El poder judicial (1984))
- El contralor de l'estat (1988).
- Dignitat humana i llibertat (1992)
- Llibertat d'ocupació (1992, revisada el 1994)